# Грб Ангвиле
Грб Ангвилe је званични хералдички симбол британске прекоморске територије Ангвила.

## Опис грба
Грб се састоји из штита са три шпица на врху, подељеног на несразмерно бело (argent) (око 2/3) и светло плаво (azure) (око 1/3) поље. Ивица штита је златна (or). На белом пољу налазе се три наранџаста делфина постављена у круг. Штит истог изгледа налази се и на застави Ангвиле. 

## Симболика
Амблем са три делфина настао је у време покрета да се Ангвила осамостали из уније са другим карипским острвима. Данас три делфина означавају пријатељство, мудрост и снагу, а облик круга симболизује континуитет. Плаво поље на штиту симболизује море, а бело је традиционални симбол мира. 